# Oameni de tinichea
Oameni de tinichea (titlu original: Tin Men) este un film american de comedie din 1987 regizat de Barry Levinson. Rolurile principale au fost interpretate de actorii Richard Dreyfuss, Danny DeVito și Barbara Hershey.
Este a doua parte a tetralogiei Baltimore Films, care are loc în orașul natal al regizorului în anii 1940, 1950 și 1960; primul film fiind Restaurantul (1982), celelalte două filme sunt  Avalon (1990) și Culmile libertății (1999).

## Distribuție
- Richard Dreyfuss - Bill "B.B." Babowsky
- Danny DeVito - Ernest Tilley
- Barbara Hershey - Nora Tilley
- John Mahoney - Moe Adams
- Jackie Gayle - Sam
- Stanley Brock - Gil
- Seymour Cassel - "Cheese"
- Bruno Kirby - "Mouse"
- J.T. Walsh - "Wing"
- Richard Portnow - Carly
- Matt Craven - "Looney"
- Alan Blumenfeld - Stanley
- Brad Sullivan - Masters
- Michael Tucker - "Bagel"
- Deirdre O'Connell - Nellie